# Electric Ladyland
| Recensione                        | Giudizio         |
| --------------------------------- | ---------------- |
| AllMusic                          | [ 2 ]            |
| The New Rolling Stone Album Guide | [ 3 ]            |
| Sputnikmusic                      | 5.0 (Classic)    |
| Piero Scaruffi                    | [ 5 ]            |
| Ondarock                          | (Pietra miliare) |
| Dizionario del Pop-Rock           | [ 7 ]            |
| 24.000 dischi                     | [ 8 ]            |

Electric Ladyland è il terzo e ultimo album del gruppo The Jimi Hendrix Experience, pubblicato nel 1968. 
Album doppio, è l'unico disco degli Experience con la produzione attribuita esclusivamente a Hendrix. L'uscita di maggior successo commerciale della band e il suo unico album numero uno, fu pubblicato dalla Reprise Records il 16 ottobre 1968 negli Stati Uniti, e dalla Track Records nel Regno Unito nove giorni dopo. A metà novembre raggiunse il numero 1 nella classifica statunitense Billboard Top LPs. In Gran Bretagna, dove uscì con una copertina differente, raggiunse la posizione numero 6, restando 12 settimane in classifica.
Electric Ladyland include una cover del brano di Bob Dylan All Along the Watchtower, che divenne il singolo di maggior successo degli Experience, raggiungendo il sesto posto nelle classifiche britanniche e il numero 20 negli Stati Uniti. Sebbene l'album abbia confuso i critici al momento della sua uscita, da allora è considerato come uno dei migliori lavori di Hendrix e uno dei più grandi album di musica rock di tutti i tempi.

## Produzione
Jimi Hendrix iniziò a lavorare all'album negli studi Record Plant Studios, a New York e successivamente anche a Londra negli Olympic Studios. Diedero una mano nella realizzazione dell'album anche Eddie Kramer e Gary Kellgren, due degli ingegneri del suono preferiti del chitarrista. Nell'intenzione di produrre un capolavoro, Hendrix trascorse gran parte del tempo negli studi, invitando amici e conoscenti alle sessioni. Ciò non fece altro che irritare Chas Chandler, che odiava passare troppo tempo in sala di registrazione, e dava la colpa della lentezza con cui procedevano le sedute proprio alla presenza di questi "ospiti". Dopo vari litigi il produttore, manager e mentore Chas Chandler abbandona Hendrix nel maggio del 1968. Chandler in seguito affermò che le continue richieste da parte di Jimi di ripetere più e più volte le canzoni, combinata con i problemi di droga di Hendrix, lo portarono a vendere la sua quota di management al socio Michael Jeffery. Per comprendere la maniacale ossessione di Hendrix nel registrare il disco perfetto, basti pensare che lui e Mitchell registrarono più di 50 versioni di Gypsy Eyes durante tre sessioni in studio e che fosse insoddisfatto del suo timbro vocale. Il disco vede la partecipazione di diversi musicisti quali Chris Wood e Steve Winwood dei Traffic, il futuro batterista dei Band of Gypsys Buddy Miles, il bassista dei Jefferson Airplane Jack Casady e l'ex organista di Bob Dylan, Al Kooper. Anche il rapporto con Noel Redding si affievolì, infatti la sua partecipazione alla produzione dell'album fu ridotta al minimo, addirittura nella traccia 1983..., è Hendrix stesso a suonare il basso, soppiantando Redding.

## I brani
Le prime edizioni britanniche (e qualcuna europea) avevano il doppio disco nella cosiddetta versione "auto-coupled", cioè con i lati A e D nel primo vinile e con i lati B e C nel secondo. Questo poco usuale formato creò, in seguito, un po' di confusione sul corretto ordine delle canzoni; per esempio la prima edizione in formato Compact Disc (del 1984) riproduce fedelmente l'originale LP britannico, con la copertina con le donne nude e due CD che ripropongono parimenti i due vinili originari, quindi con i lati A e D nel primo CD e quelli B e C nel secondo. In questa maniera l'ordine dei brani ne risulta alterato.
Il lato A si apre con il brano ...And the Gods Made Love, il quale ricorda la musica di Broadway, per proseguire con un blues dal titolo Have You Ever Been (To Electric Ladyland). Il terzo brano è un pezzo rock'n'roll, selvaggio e veloce, intitolato Crosstown Traffic. La traccia che chiude il lato A del disco è Voodoo Chile, una lunga jam session blues di quasi 15 minuti, alla cui realizzazione parteciparono Steve Winwood e Jack Casady.
Il lato B comincia con il brano Little Miss Strange, scritto, composto e cantato da Noel Redding. La seconda traccia Long Hot Summer Night nasce dalla collaborazione tra la band e Al Kooper al pianoforte. Segue Come On (Let the Good Times Roll), una cover del brano originale di Earl King, all'interno del quale Hendrix esegue quattro assoli diversi in quattro minuti di canzone. La quarta traccia, intitolata Gypsy Eyes, Hendrix la dedica alla madre scomparsa quando egli aveva solo undici anni. Il lato B del disco viene chiuso da Burning of the Midnight Lamp, un brano che Hendrix amava molto, aperto da un duetto tra clavicembalo e pedale wah wah (Hendrix usava il Dunlop Cry Baby).
Il lato C inizia con l'organo di Mike Finnigan e con un colpo di tosse che introducono il brano Rainy Day, Dream Away, in cui, inizialmente, la chitarra di Hendrix è accompagnata dal corno di Freddie Smith, per poi lasciare posto al wah wah sul tappeto sonoro costante dell'organo. In questo pezzo Mitchell cede il posto all'illustre ospite Buddy Miles. Il secondo brano si intitola 1983... (A Merman I Should Turn to Be) ed è una lunghissima e complessa suite onirica dai contenuti antimilitaristi che ospita Chris Wood al flauto, con una lunga parte centrale strumentale e che si chiude con la brevissima coda Moon, Turn the Tides... Gently, Gently Away, tutta giocata su effetti e fruscii.
Il lato D si apre con Still Raining, Still Dreaming che ricomincia con il tema che andava sfumando in chiusura di Rainy Day, Dream Away e di cui è la naturale prosecuzione. La seconda traccia è House Burning Down, velatamente ispirata alle tensioni razziali tra bianchi e neri, diventata famosa per il ritornello: «Look at the sky turn a hell fire red, somebody's house is burnin' down down, down down», e per la sua chiusura, dove Hendrix attraverso la chitarra imita il crollo della casa. Il terzo brano è l'apocalittica All Along the Watchtower, una cover di un brano di Bob Dylan, ritenuta dallo stesso Dylan superiore all'originale. Infine il disco si chiude con uno dei pezzi più celebri del repertorio di Hendrix, Voodoo Child (Slight Return), versione rock dell'omonimo brano presente nel lato A nel quale sono presenti tre assoli di chitarra ben intervallati da battute deliranti che il gruppo improvvisò in studio il giorno dopo la registrazione del pezzo originale.

## Copertina
Anche per la copertina Hendrix aveva le idee chiare, infatti scrisse una lettera alla Reprise Records descrivendo come avrebbe dovuto essere. L'idea era di utilizzare una foto a colori, scattata da Linda Eastman, la quale ritrae la band seduta assieme a dei bambini sopra una scultura tratta dal romanzo Alice Nel Paese Delle Meraviglie situata a Central Park, a New York. Per l'edizione statunitense, la Reprise Records ignorò la richiesta di Hendrix, utilizzando come copertina una foto che ritrae il chitarrista in primo piano, virato in giallo e rosso, opera di Karl Ferris. Nel Regno Unito, la Track Records invece utilizzò come copertina una foto che ritraeva 19 donne completamente nude, alcune sedute, altre sdraiate, su uno sfondo nero con il seno in evidenza e in mano un ritratto di Hendrix. L'impatto sull'opinione pubblica britannica fu pessimo e alcuni negozi iniziarono ad esporre il disco con la parte interna della copertina apribile messa verso l'esterno. Hendrix stesso rimase imbarazzato per la fotografia e questo è uno dei motivi per cui tutte le stampe attuali del disco riportano la copertina americana.

## Pubblicazione e accoglienza
Il disco venne pubblicato come doppio album, dalla Reprise Records negli Stati Uniti il 16 Ottobre 1968. L'album ebbe ben presto un successo notevole, entrando nella classifica americana e raggiungendo il 1º posto, diventando così l'unico album di Hendrix a conquistare la vetta della classifica. Nel Regno Unito l'album fu pubblicato dalla Track Records il 26 ottobre del 1968, entrando nella classifica britannica e raggiungendo il 6º posto. La pubblicazione del disco fu seguita da diverse polemiche per quanto riguarda la copertina in seguito censurata e sostituita con quella della Reprise Records. Nel Resto d'Europa fu la Polydor Records a pubblicare il disco. Nei Paesi Bassi l'album si posizionò al 75º posto in classifica, in Norvegia al 13º posto mentre in Francia raggiunse il 2º posto.
L'album si aggiudicò due dischi di platino. Nel 1968 il disco è in cima alla classifica Billboard 200, rimanendo in vetta per due settimane. Nel 2003 la rivista statunitense Rolling Stone piazza l'album al 54º posto nella classifica dei 500 migliori album di tutti i tempi, "The 500 Greatest Albums of All Time". Nel 2005 la rivista britannica, Q, piazza l'album al 38º posto nella classifica degli album più belli di tutti i tempi, mentre la rete televisiva VH1 colloca il disco al 72º posto. Nel 2006 la rivista statunitense The Source colloca l'album al 40º posto nella classifica dei 100 migliori album di musica nera di tutti i tempi, Critics Top 100 Black Music Albums of All Time. L'album è incluso anche nel libro 1001 Albums You Must Hear Before You Die del 2005.

## Tracce
Testi e musiche di Jimi Hendrix, eccetto dove indicato.
Lato A
1. ...And the Gods Made Love – 1:21
2. Have You Ever Been (To Electric Ladyland) – 2:12
3. Crosstown Traffic – 2:25
4. Voodoo Chile – 15:05

Lato B
1. Little Miss Strange – 2:50 (Noel Redding)
2. Long Hot Summer Night – 3:30
3. Come On (Let the Good Times Roll) – 4:10 (Earl King)
4. Gypsy Eyes – 3:46
5. Burning of the Midnight Lamp – 3:44

Lato C
1. Rainy Day, Dream Away – 3:43
2. 1983... (A Merman I Should Turn to Be) – 13:46
3. Moon, Turn the Tides...Gently Gently Away – 1:01

Lato D
1. Still Raining, Still Dreaming – 4:24
2. House Burning Down – 4:35
3. All Along the Watchtower – 4:01 (Bob Dylan)
4. Voodoo Child (Slight Return) – 5:14

## Formazione
Gruppo
- Jimi Hendrix - chitarra elettrica, chitarra acustica, slide guitar, voce, pianoforte, tastiere, basso, percussioni, kazoo, clavicembalo in Burning of the Midnight Lamp
- Mitch Mitchell - batteria, percussioni, voce
- Noel Redding - basso, chitarra, voce

Altri musicisti
- Jack Casady - basso in Voodoo Chile
- Steve Winwood - organo in Voodoo Chile
- Larry Faucette - congas in Rainy Day, Dream Away e in Still Raining, Still Dreaming
- Mike Finnigan - organo in Rainy Day, Dream Away e in Still Raining, Still Dreaming
- Fred Smith - corno in Rainy Day, Dream Away e in Still Raining, Still Dreaming
- Buddy Miles - batteria in Rainy Day, Dream Away e in Still Raining, Still Dreaming
- Chris Wood - flauto in 1983... (A Merman, I Should Turn to Be)
- Al Kooper - pianoforte in Long Hot Summer Night
- Mike Mandel - pianoforte
- Dave Mason - chitarra, voce
- The Sweet Inspirations - voce
- Brian Jones - percussioni in All Along The Watchtower

Crediti
- Jimi Hendrix - produttore, arrangiamento e missaggio
- Chas Chandler - produttore in Crosstown Traffic, Burning of the Midnight Lamp, e All Along the Watchtower
- Gary Kellgren, Glen Kolotkin, Eddie Kramer - fonici
- Ed Thrasher, Vartan - direttore artistico
- David King, Rob O'Connor, Karl Ferris - disegni